# وزارة التعليم العالي (السعودية)
وزارة التعليم العالي السعودية في 9 ربيع ثاني 1436هـ الموافق 29 يناير 2015، صدر أمر ملكي من خادم الحرمين الشريفين الملك سلمان بدمجها مع وزارة التربية والتعليم في وزارة واحدة باسم وزارة التعليم، وتعيين الدكتور عزام الدخيل وزيرا للتعليم.
كانت وزارة التعليم العالي قبل دمجها هي المسؤولة عن سياسة التعليم العالي في المملكة العربية السعودية حتى تاريخ 29 يناير 2015 و كانت الجهة المشرفة على الجامعات السعودية تأسست الوزارة سنة 1395هـ رغم وجودها من قبل كمؤسسة حكومية تهتم بالتعليم العالي وكان آخر وزير لها قبل دمجها الدكتور خالد عبد الله السبتي ونائب الوزير الدكتور أحمد بن محمد السيف.

## بدايات التعليم العالي في المملكة
تعود البداية للتعليم العالي بالمملكة إلى عام 1369هـ عندما تأسست بمكة المكرمة كلية الشريعة، وكانت نواة التعليم العالي، وتتبع مديرية المعارف لعمومية، وكلية المعلمين بمكة عام 1372هـ، والتي تحولت إلى كلية للتربية عام 1382هـ، وكانت هي وكلية الشريعة تتبعان جامعة الملك عبد العزيز بجدة، إلى عام 1401هـ عندما تأسست بمكة المكرمة جامعة أم القرى فألحقتا بها.
كانت بإرسال عدد من خريجي مدرسة تحضير البعثات (1355هـ) والمعاهد الثانوية إلى الجامعات للدراسة، وتأسيس كلية الشريعة بمكة عام (1396هـ) وكلية المعلمين بمكة عام (1372هـ)، وكلية الشريعة بالرياض عام (1373هـ) وكلية اللغة العربية بالرياض عام (1374هـ) وكلية الملك عبد العزيز الحربية(1375هـ) وكانت بداية ظهور الجامعات.
وكانت أول الجامعات ظهوراً بمسمى جامعة، جامعة الملك سعود بالرياض عام (1377هـ)، ثم توالت الجامعات بالظهور كما سبق بيانه، وكان ظهور وزارة التعليم العالي عام (1395)هـ.

## قائمة الجامعات السعودية
يوجد في المملكة العربية السعودية 33 جامعة، منها 24 جامعة حكومية و9 جامعات خاصة، وهي:
| الجامعة                                      | موقعها          | التأسيس | مديرها الحالي                                  | نوع الجامعة | الموقع الإلكتروني    |
| -------------------------------------------- | --------------- | ------- | ---------------------------------------------- | ----------- | -------------------- |
| جامعة الملك سعود                             | الرياض          | 1377هـ  | الدكتور بدران بن عبدالرحمن العمر               | حكومي       | www.ksu.edu.sa       |
| الجامعة الإسلامية                            | المدينة المنورة | 1381هـ  | 'الأمير الدكتور ممدوح بن سعود بن ثنيان آل سعود | حكومي       | www.iu.edu.sa        |
| جامعة الملك فهد للبترول والمعادن             | الظهران         | 1383هـ  | الدكتور خالد بن صالح السلطان                   | حكومي       | www.kfupm.edu.sa     |
| جامعة الملك عبد العزيز                       | جدة             | 1387هـ  | الدكتور عبدالرحمن بن عبيد بن بنيه اليوبي       | حكومي       | www.kau.edu.sa       |
| جامعة الإمام محمد بن سعود الإسلامية          | الرياض          | 1394هـ  | الدكتور أحمد بن سالم العامري                   | حكومي       | www.imamu.edu.sa     |
| جامعة الملك فيصل                             | الأحساء         | 1395هـ  | الدكتور عبدالعزيز بن جمال الدين الساعاتي       | حكومي       | www.kfu.edu.sa       |
| جامعة أم القرى                               | مكة المكرمة     | 1369هـ  | الدكتور عبد الله بن عمر بافيل                  | حكومي       | www.uqu.edu.sa       |
| جامعة الملك خالد                             | أبها            | 1419هـ  | الدكتور عبدالرحمن بن حمد بن محمد الداود        | حكومي       | www.kku.edu.sa       |
| جامعة الأمير سلطان                           | الرياض          | 1421هـ  | الدكتور أحمد بن صالح اليماني                   | أهلي        | www.psu.edu.sa       |
| الجامعة العربية المفتوحة                     | الرياض          | 1421هـ  | الدكتور عبد الله بن إبراهيم السلامة            | أهلي        | www.arabou.org.sa    |
| كليات المعرفة                                | الرياض          | 1430هـ  | الدكتور إبراهيم بن عبدالرحمن الملحم            | أهلي        | www.MCST.edu.sa      |
| جامعة المدينة العالمية                       | المدينة المنورة | 1423هـ  | الدكتور محمد بن خليفة التميمي                  | أهلي        | www.mediu.org        |
| جامعة اليمامة                                | الرياض          | 1423هـ  | الدكتور حسين بن محمد الفريحي                   | أهلي        | www.alyamamah.edu.sa |
| جامعة القصيم                                 | بريدة           | 1424هـ  | الدكتور خالد بن عبد الرحمن الحمودي             | حكومي       | www.qu.edu.sa        |
| جامعة طيبة                                   | المدينة المنورة | 1424هـ  | الدكتور عدنان بن عبد الله المزروع              | حكومي       | www.taibahu.edu.sa   |
| جامعة الطائف                                 | الطائف          | 1424هـ  | الدكتور عبد الإله بن عبد العزيز باناجه         | حكومي       | www.tu.edu.sa        |
| جامعة الملك سعود بن عبد العزيز للعلوم الصحية | الرياض          | 1425هـ  | الدكتور بندر بن عبد المحسن القناوي             | حكومي       | www.ksau-hs.edu.sa   |
| جامعة الباحة                                 | الباحة          | 1425هـ  | الدكتور سعد بن محمد الحريقي                    | حكومي       | www.bu.edu.sa        |
| جامعة حائل                                   | حائل            | 1426هـ  | الدكتور خليل بن إبراهيم السلامة                | حكومي       | www.uoh.edu.sa       |
| جامعة الجوف                                  | الجوف           | 1426هـ  | الدكتور محمد بن عمر بدير                       | حكومي       | www.ju.edu.sa        |
| جامعة جازان                                  | جازان           | 1426هـ  | الدكتور مرعي بن حسين القحطاني                  | حكومي       | www.jazanu.edu.sa    |
| جامعة نجران                                  | نجران           | 1427هـ  | الدكتور محمد بن إبراهيم الحسن                  | حكومي       | www.nu.edu.sa        |
| جامعة تبوك                                   | تبوك            | 1427هـ  | الدكتور عبد العزيز بن سعود العنزي              | حكومي       | www.ut.edu.sa        |
| جامعة الأميرة نورة بنت عبد الرحمن            | الرياض          | 1427هـ  | الدكتورة إيناس بنت سليمان العيسى               | حكومي       | www.rug.edu.sa       |
| جامعة الملك عبد الله للعلوم والتكنولوجيا     | ثول             | 1428هـ  | البرفيسور تشون فونغ شي                         | أهلي        | www.kaust.edu.sa     |
| جامعة الفيصل                                 | الرياض          | 1428هـ  | الدكتور آلن جوديرج                             | أهلي        | www.kff.com          |
| جامعة الحدود الشمالية                        | عرعر            | 1429هـ  | الدكتور محمد بن يحيى الشهري                    | حكومي       | www.nbu.edu.sa       |
| جامعة الأمير محمد بن فهد                     | الخبر           | 1429هـ  | الدكتور عيسى بن حسن الأنصاري                   | أهلي        | www.pmu.edu.sa       |
| جامعة الأمير فهد بن سلطان                    | تبوك            | 1429هـ  | الدكتور رياض شديد                              | أهلي        |                      |
| جامعة دار العلوم                             | الرياض          | 1429هـ  | الدكتور عبد الله المديميغ                      | أهلي        | www.dau.edu.sa       |
| جامعة الإمام عبد الرحمن بن فيصل              | الدمام          | 1430هـ  | الدكتور عبد الله بن محمد الربيش                | حكومي       | www.ud.edu.sa        |
| جامعة الأمير سطام بن عبد العزيز              | الخرج           | 1430هـ  | الدكتور عبد الرحمن بن محمد العاصمي             | حكومي       |                      |
| جامعة شقراء                                  | شقراء           | 1430هـ  | الدكتور سعيد بن تركي المله                     | حكومي       | www.su.edu.sa        |
| جامعة المجمعة                                | المجمعة         | 1430هـ  | الدكتور خالد بن سعد المقرن                     | حكومي       | www.mu.edu.sa        |
| الجامعة السعودية الإلكترونية                 | الرياض          | 1432هـ  | الدكتور عبدالله بن عبدالعزيز الموسى            | حكومي       | www.seu.edu.sa       |
| جامعة حفر الباطن                             | حفر الباطن      | 1435هـ  | الدكتور محمد بن عبدالله آل ناجي                | حكومي       | www.uohb.edu.sa      |

## وزراء وزارة التعليم العالي منذ تأسيسها
| الوزير                                      | الفترة          |
| ------------------------------------------- | --------------- |
| معالي الشيخ حسن بن عبد الله بن حسن آل الشيخ | 1395هـ - 1408هـ |
| الدكتور عبد العزيز بن عبد الله الخويطر      | 1408هـ - 1412هـ |
| الدكتور خالد بن محمد العنقري                | 1412هـ - 1436هـ |
| الدكتور خالد عبد الله السبتي                | 1436هـ - 1436هـ |